# Orientale

Orientale (frz. „Ost-“, „östlich“) war eine Provinz der Demokratischen Republik Kongo mit der Hauptstadt Kisangani.

## Geographie
Die Provinz lag im Nordosten des Landes und grenzte im Nordwesten an die Zentralafrikanische Republik, im Nordosten an den Südsudan, im Osten an Uganda, im Süden an die Provinzen Nord-Kivu, Maniema und Kasaï-Oriental und im Westen an die Provinz Équateur.

## Geschichte
Die Provinz wurde bereits während der belgischen Kolonialzeit geschaffen. Von 1933 bis 1947 hieß sie nach ihrer Hauptstadt Stanleyville (frz.) bzw. Stanleystad (ndl.) (heutiges Kisangani). 1962 wurde Orientale aufgelöst und in die Provinzen Haut-Congo (Oberkongo), Kibali-Ituri und Uele aufgeteilt. Vier Jahre später (1966) wurde die Provinz wiederhergestellt und 1971 in Haut-Zaire (Oberzaire) umbenannt. Mit dem Ende der Herrschaft von Mobutu Sese Seko im Jahr 1997 wurde die Provinz wie die Republik Zaïre ebenfalls umbenannt. Zuerst wieder in Haut-Congo und noch innerhalb desselben Jahres erhielt sie den Namen Orientale.

## Auflösung 2015
Mit der Verabschiedung einer neuen Verfassung im Mai 2005 sollte der Kongo neugegliedert werden. Nachdem der Termin der Verwaltungsänderung zuvor mehrmals verschoben wurde, machte Präsident Joseph Kabila diese im Januar 2011 komplett rückgängig. Allerdings wurde die Verwaltungsänderung 2015 doch umgesetzt und Orientale in vier neue Provinzen aufgeteilt, welche größtenteils den vorigen Distrikten Orientales entsprachen:
- Bas-Uele mit der Hauptstadt Buta
- Haut-Uele mit der Hauptstadt Isiro
- Ituri mit der Hauptstadt Bunia
- Tshopo mit der Hauptstadt Kisangani